# Simon Aurejac
Simon Aurejac est un joueur français de volley-ball. Il mesure 1,89 m et joue réceptionneur-attaquant.

## Clubs
| Club                                 | Pays   | De   | À    |
| ------------------------------------ | ------ | ---- | ---- |
| Tourcoing LM                         | France | 2008 | 2009 |
| FL Saint-Quentin                     | France | 2009 | 2011 |
| Dunkerque Grand Littoral Volley-Ball | France | 2011 | 2012 |
| ASVAM Volley Ball                    | France | 2012 | 2013 |

## Palmarès
- Championnat de France
  - Finaliste : 2009